# Lobataria newtoni
Lobataria newtoni is een hydroïdpoliep uit de familie Tubulariidae. De poliep komt uit het geslacht Lobataria. Lobataria newtoni werd in 2008 voor het eerst wetenschappelijk beschreven door Watson. 